# Affaire d'Harpale
Pour les articles homonymes, voir Harpale.
L’affaire d'Harpale (-324 à -323) est une affaire de corruption qui s'est déroulée à Athènes. Cette affaire met premièrement en cause Harpale, le trésorier d'Alexandre le Grand, ainsi que des politiciens athéniens de premier plan comme Démosthène, Démade, Phocion ou Hypéride. 

## Les prémices d'un scandale
Pendant qu'Alexandre le Grand est en expédition vers l'Est, c'est Harpale, celui qu'il a nommé trésorier en son absence, qui se voit confier la gestion du trésor macédonien. Ce dernier, intimement convaincu que son roi ne reviendrait pas vivant de son périple en Extrême-Orient, se met à détourner les fonds royaux pour son usage personnel. Apprenant l'arrivée d'Alexandre à Suse et conscient qu'il n'obtiendrait pas le pardon du souverain, Harpale décide de fuir Babylone avec 5 000 talents et 6 000 mercenaires. Il rejoint rapidement Tarse où il se constitue une petite flotte de 30 navires afin de rejoindre Athènes. 

## Deux arrivées à Athènes
Le trésorier avait précédemment procuré des vivres à Athènes et y avait obtenu le droit de cité. Pourtant, la première fois qu'il arrive, aux abords du Pirée en février -324, les Athéniens craignent une attaque et lui refuse l'asile. Un décret proposé par Démosthène est voté dans la foulée et le stratège Philoclès, responsable du port du Pirée, s'engage même à le repousser par la force si besoin. Harpale n'a pour l'instant d'autre choix que se retirer avec sa flotte au Cap Ténare (ou Cap Matapan, à l'extrême sud du Péloponnèse). 
La position de voleur et rebelle dans laquelle se trouve Harpale au début de l'an -324 ne joue pas en sa faveur lorsqu'il formule sa demande d'asile. Mais c'est surtout la présence d'une armée étrangère aussi considérable qui ne réjouit pas les Athéniens. Lors de sa deuxième tentative, au mois de juin -324, il ne revient qu'avec 2 ou 3 navires et la somme encore importante de 700 talents. Athènes accepte alors d'accueillir le citoyen qui demande protection.

## L'emprisonnement et le début du scandale
Harpale est donc emprisonné par les Athéniens, incités par Démosthène et Phocion, malgré l'opposition d' Hypéride, qui veut en profiter pour déclencher une révolte contre Alexandre le Grand. La cour d'Alexandre envoie des demandes d'extradition auxquelles Démosthène s'oppose. Néanmoins, par précaution, il fait adopter par décret une résolution visant à l'emprisonnement d'Harpale et au dépôt sur l'Acropole du trésor volé en attendant de le restituer aux envoyés d'Alexandre.
Lors de son audition, Harpale déclare un montant dérobé en sa possession de 700 talents. La saisie de l'homme et du trésor est remise au lendemain. Or, dans la nuit, le trésor fond de moitié et le lendemain, lors de la saisie, il ne reste plus que 350 talents. Aucune mesure coercitive n'est alors prise par Démosthène, la différence entre les deux sommes n'est pas divulguée.

## La fuite et le procès
Harpale parvient à s'évader au début du mois de juillet et se réfugie en Crète. A n'en pas douter, il a été aidé par les gens qui avaient eu part à ses distributions d'argent, soit pendant sa dernière nuit de liberté, soit avant. Mais il faut convenir qu'on s'évadait beaucoup des prisons d'Athènes. Harpale parti, l'affaire débuta.
Démosthène qui ne proposa pas de poursuivre en justice les gardiens pour défaut de surveillance, apparaît alors comme le suspect parfait. Pour mettre fin aux rumeurs, il propose néanmoins à la fin du mois de juillet à l'Aréopage d'effectuer une enquête qui durera 6 mois, permettant d'éclaircir cette affaire. En novembre, une liste est communiquée par l'Aréopage et Démosthène y figure en bonne place parmi les personnes prétendument coupables d'avoir perçu de l'argent de la part d'Harpale. Il aurait touché 20 talents. En janvier -323, le procès des accusés se déroule et Démosthène même s'il a toujours nié sa culpabilité, est condamné à une amende de 50 talents.
Cette affaire rentre vraisemblablement dans le cadre d'un complot politique athénien visant à abattre Démosthène pour ses positions politiques rejetées à la fois par le parti nationaliste, qui lui reproche son dialogue avec la Macédoine et le parti pro-macédonien, exaspéré par ses lenteurs et sa prudence à l'égard de la Macédoine. 

## Source primaires
- Dinarque, Discours : éd. Michel NOUHAUD et trad. Laurence DORS-MEARY, Paris, Les Belles Lettres, 1990 (réimpression 2002)
- Plutarque, Vies parallèles [détail des éditions] [lire en ligne],Vie de Démosthène.

## Sources secondaires
- BRUN, Patrice. Chapitre X. Démade et la corruption In : L’orateur Démade : Essai d’histoire et d’historiographie [en ligne]. Pessac : Ausonius Éditions, 2000.
- Colin Gaston. Démosthène et l'affaire d'Harpale. In: Revue des Études Grecques, tome 38, fascicule 177, Juillet-septembre 1925. pp. 306-349.